# Sicyos mcvaughii
Sicyos mcvaughii là một loài thực vật có hoa trong họ Cucurbitaceae. Loài này được Rodríguez-Arévalo, Lira & I. Calzada mô tả khoa học đầu tiên năm 2005.